# Љубушко поље
Љубушко поље је крашко поље у западном делу Херцеговине. Захвата површину од око 25 км², на дужини од 10 километара и ширини 2,5-3 километра. Окружено је кречњачким брдима Бутуровица и Јурјевица. Долином реке Требижат отворено је према Неретви. На западном ободу поља протиче река Млада, а на источном поток Пробој, док се средином поља пружа ток Вриоштице. 
Услед мале надморске висине и близине мора, Љубушко поље се одликује измењено средоземном климом, лети су честе суше, а током јесени има обилних падавина. Алувијално тло око речних токова погодно је за гајење винове лозе, поврћа, а у последње време и памука. Насеља су смештена на рубу, најзначајнија су Љубушки, према коме је поље и добило назив и Витина.

## Литератур а
- Енциклопедија Југославије (1962), књига 5, ЈЛЗ, Загреб, стр. 576-577